# Mandalaband IV: AD Sangreal
Mandalaband IV: AD Sangreal is een studioalbum van de Mandalaband, Het is een conceptalbum over het thema de heilige graal. Het gaat hier om de beker die Jezus van Nazareth gebruikte tijdens het Laatste avondmaal en die daarna een tocht over de wereld zou hebben gemaakt. De muziek doet sterk terugdenken aan de muziek van Barclay James Harvest in hun begindagen. De leden van die band waren toen betrokken bij het eerste project van de Mandalaband. Tijdens de opnamen overleed Woolly Wolstenholme, zanger en toetsenist van zowel Mandalaband, Barclay James Harvest en Maestoso.

## Musici
- Marc Atkinson, Dave Durant, David Rohl – zang
- Barbara Macanas, Briony Macanas, Alison Carter, David Clements, Lynda Howard – achtergrondzang
- Ashley Mulford – gitaar
- David Clements - gitaar
- Jose Manuel Medina, Woolly Wolstenholme  – toetsinstrumenten
- Craig Fletcher, Clem Clements, Morten Vestergaard – basgitaar
- Kim Turner – slagwerk en percussie, mandoline
- Troy Donockley – blaasinstrumenten
- Sergio Garcia Lajo - zang

## Muziek
| Nr. | Titel                                             | Duur |
| --- | ------------------------------------------------- | ---- |
| 1.  | A bloodline born (Medina, Rohl)                   | 5:43 |
| 2.  | Magdalena (Medina, Rohl)                          | 7:06 |
| 3.  | Palatium Britiannicum (Mulford, Rohl)             | 4:25 |
| 4.  | England’s heart and soul (Rohl)                   | 6:02 |
| 5.  | Sancto Laurent (Rohl)                             | 2:50 |
| 6.  | Flight to Osca (Mulford, Rohl)                    | 3:12 |
| 7.  | Visigoths (Rohl)                                  | 6:38 |
| 8.  | Saracens (Medina, Rohl)                           | 7:43 |
| 9.  | Al-Andalus (Rohl)                                 | 3:31 |
| 10. | Unholy orders (Mulford, Rohl)                     | 4:22 |
| 11. | The kingdom of Aragon (Medina, Rohl, Cindy Spear) | 6:22 |
| 12. | Holy orders (Rohl, Turner)                        | 4:42 |
| 13. | Le perche val (Mulford, Rohl)                     | 4:08 |
| 14. | Anfortas Rex (Rohl)                               | 4:34 |
| 15. | Galadriel (John Lees)                             | 4:21 |